# 贞观之治

唐太宗像

贞观之治是指唐太宗在位二十三年（公元626年～649年）期间的清明政治。唐太宗在位时任用人才、容纳直谏，重用房玄龄、杜如晦、魏征等；采取了以农为本、厉行节约、休养生息、复兴文教、完善科举制度等政策；大力平定外患，尊重边疆民族風俗，稳固边疆，使社会秩序安定，民心向稳。
唐太宗在位二十三年仅使用了一个年号，即“贞观”（627年～649年） ，故史称“贞观之治”。这是唐朝的第一个治世，同时为后来的盛世奠定了基础，将中国传统农业社会推向鼎盛时期。

## 简介
唐太宗是中国历史上的一代英主，其政绩一直为后世传讼。太宗任人唯贤，知人善用，广开言路；尊重生命；自我克制，虚心纳谏；在位期间采取以农为本，厉行节约，休养生息，复兴文教，完善科举制度等政策，使得社会安定；并大力平定外患，尊重边疆民族风俗，稳固边疆，最终取得天下大治的理想局面。贞观之治为后来的开元盛世奠定了重要基础，将中国传统农业社会推向鼎盛时期。
因为亲历隋朝的兴亡，所以太宗即位以隋炀帝为反面教材，來警诫自己及臣子。他与孟子一樣，把人民和君主的关系比作水与舟，认识到“水能载舟，亦能覆舟”，因此留心吏治，选贤任能，从谏如流。他唯才是举，不计出身，不问恩怨。在文臣武將之中，魏征当过道士，曾是太宗长兄太子李建成的旧部，曾议请谋害太宗；尉迟恭做过铁匠，又是降将，但都受到重用。太宗鼓励臣下直谏，魏征前后谏事二百余件，直陈其过，太宗多克己接纳，或择善而从。魏徵死后，太宗伤心地说：“夫以铜为镜，可以正衣冠；以古为镜，可以知兴替；以人为镜，可以明得失。魏征逝，朕亡一镜矣。” 
太宗在经济上特别关注农业生产，实行均田制和租庸调制，“去奢省費，轻徭薄赋”，使人民衣食有余，安居乐业。在文化方面，则大力奖励学术，组织文士修诸经正义和史籍；在长安设国子监，鼓励他国遣子弟到來留学。此外，太宗又屡次对外用兵，经略四方，平东突厥、定薛延陀、灭高昌、并西域，使大唐国威远播四方。太宗则被西北诸国尊为“天可汗”，成为當時东方世界的国际盟主。因此贞观年间，在唐朝君臣的共同努力之下，出现了一个政治清明、经济发展、社会安定、武功兴盛的治世，史称“贞观之治”。

## 政绩
1. 用人唯才
唐太宗知人善任，用人唯贤，不问出身，初期延揽房玄龄、杜如晦，后期任用长孙无忌、杨师道、褚遂良等，皆为忠直廉洁之士；其他如李𪟝、李靖等，亦为一代名将。此外，太宗不计前嫌，重用李建成旧部魏征、王珪，降将尉迟恭、秦琼等，人材济济。
2. 平抑门第
太宗又命高士廉、令狐德棻等人重修《氏族志》，以功臣代替世冑；又通过科举，吸纳有才干的庶族子弟，用科举成绩代替门第。从而使寒族子弟入仕机会大增，为政壇带来新气象。此外，太宗接纳封德彝之议，命宗室子弟出任官吏，以革除其坐享富贵的恶习。
3. 从谏如流
太宗以隋炀帝拒谏亡国為戒，即位后尽力求言，他把谏官的权力扩大，又鼓励臣下直谏。朝中以魏征最能犯颜直谏，太宗多克己善加容纳，又如王珪、马周、孙伏伽、禇遂良皆以极谏知名。
4. 完善吏治
太宗十分重视官吏的清廉，曾命房玄龄省并冗员，派李靖等13名黜陟大使巡查全国，考察吏治；又亲自选派都督、刺史等地方官，并将其功过写在宫内屏风上，作为升降奖惩的依据。又规定五品以上的京官轮流值宿中书省，以便随时延见，垂询民间疾苦和施政得失[2]，一时政治清明。
5. 完善制度
太宗在位期间使隋制更趋于完善。如中央朝廷方面延续了三省六部制，特设政事堂，以利合议问政，并收三省互相牵制之效；地方上沿袭了隋代的郡县两级制，分全国为十个区（道）。此外，行府兵制，寓兵于农；均田制、租庸调制、科举制等皆有所发展。

### 经济方面
1. 薄赋尚俭
太宗推行均田制和租庸调制，注意轻徭薄赋，徭役的征发不夺农时；同時太宗崇尚节俭，曾遣散宫女三千多人，并下令免去四方珍贡，从而农业及民生得以不断发展。
2. 救灾恤贫
隋末唐初天下大乱，田园荒芜，百姓流离。太宗即位后招抚流民回乡，授田耕作以安定民生。唐初关中连年灾荒，太宗开仓赈济灾民，又准百姓就食他州。并拿出御府金帛，为灾民赎回卖出子女，使灾民得以度过荒年。

### 文教方面
1. 设馆兴学
太宗即位前已置文学馆，有十八学士，即位后更在京城设立弘文馆，征集图书二万余卷；同时重建地方州县学校，扩充京师国子监，延聘名儒出任学官，生员多至万人，并接受新罗、吐蕃、日本等国派遣子弟（如日本遣唐使）来华求学，是时文教生员背景多元，复兴卓然有成。
2. 撰经修史
太宗命孔颖达等人修订《五经正义》，统一南北经学；又置国史馆，由宰相监修前朝国史，开官修史的风气。

### 武功方面
1.平定四方
太宗对外武功成就显赫，曾多次对外用兵，先后平定东突厥、薛延陀、高昌、吐谷浑等，并于西域置安西都护府，因此大唐声威远播，终贞观一朝，四方服悦，西北各族共尊太宗为“天可汗”。

## 对当世影响

### 文治方面
1. 奠定国基
贞观年间，太宗的各项善政，使官吏廉能，社会安定，人民丰衣足食，解决温饱，经济发展迅速，造成治世局面，奠定了唐代近三百年的基业。
2. 确立及完善制度
贞观年间，经太宗的苦心经营，延续了隋代的多种制度，如三省六部制、府兵制、均田制、租庸调制、科举制、常平仓制等，堪称完备，对后世的影响极为深远。
3.政风沿袭
太宗施政有方，使贤任能，克己纳谏，成为一种良好的政治风气。后世历代有为的治国者，皆追慕「贞观政风」而力图仿效。
4.用人唯才
太宗用人唯才，不问出身，且重修《氏族志》，以功臣代世冑，科举代门第，逐渐改变了魏晋南北朝以来重视门第的风气，世家豪族轮流掌政的恶习，广开平民高仕的机会，清除旧社会的观念，缓和了社会矛盾。
5.文化广播
太宗致力于复兴文教，奖励学术，大兴国学，又下诏修诸经正义及史籍，他国如高句丽、日本、高昌、吐蕃等皆遣弟子来唐留学，使唐代学术文化广播四方。东亚各国尤以日本、高句丽为甚，深受唐文化影响。
6.民族混成
太宗武功显赫，却少有鄙视边族，故东亚各民族逐渐混入，唐代名将和大臣，不少为同化了的外国人，原属鲜卑族的元氏、宇文氏、长孙氏等，在唐代逐渐融入中国。

### 武功方面
1. 声威远播
太宗在位期间武功全盛，将唐帝国发展为当时东亚地区最强、文化最盛的国家，四方臣服，西北外夷共尊太宗为“天可汗”，并筑“参天可汗道”，以便向唐室进贡。
2.领土扩大
太宗在位时版图辽阔，超越汉武帝在位时的汉朝极盛版图，是时领土东临辽东，西达䓤岭，北逾阴山，南至林邑。
3.中外文流
太宗贞观四年（630年）平定东突厥，贞观九年（635年）平定吐谷浑，贞观十四年（640年）平定高昌，贞观十八年（644年）平定焉耆，贞观二十一年（647年）平定薛延陀，贞观二十二年（648年）平定龟兹，贞观十九年（645年）—贞观二十三年（649年）大破高句丽，大漠南北和天山南北两路得以通行无阻，对外交通及贸易遂得以加强，从而促进中外经济文化的交流。